# Balenyá
Balenyá (en catalán: Balenyà) es un municipio de Cataluña, España. Perteneciente a la provincia de Barcelona, en la comarca de Osona, al sur de la Plana de Vich. El municipio consta de dos núcleos de población, Hostalets de Balenyá, que es la capital municipal y Balenyá. Entre 1981 y 1993 el nombre oficial del municipio fue Els Hostalets de Balenyà.

## Demografía
Balenyá cuenta con una población de 4036 habitantes (INE 2024).
| Gráfica de evolución demográfica de Balenyá entre 1842 y 2021 |
| |
| Población de derecho según los censos de población del INE. Población de hecho según los censos de población del INE.En este censo se denominaba Baleña, Centellas, Sasperxa y Valldeneu: 1842. En este censo se denominaba Baleña: 1857. En este censo se denominaba Els Hostalets de Balenyà: 1991. Entre el censo de 1860 y el anterior, disminuye el término del municipio porque independiza a San Martín de Centellas. |

| 1900 | 1930 | 1950 | 1970 | 1981 | 1986 | 2006 | 2008 |
| ---- | ---- | ---- | ---- | ---- | ---- | ---- | ---- |
| 643  | 1067 | 1212 | 2360 | 2950 | 3166 | 3479 | 3672 |

## Elecciones municipales
- Resultado de las elecciones municipales del año 2011.[6]

| Partido  | Votos        | Concejales |
| -------- | ------------ | ---------- |
| JxB      | 619 (38,5%)  | 5          |
| PSC - PM | 572 (35,57%) | 5          |
| CiU      | 223 (13,87%) | 1          |
| PxC      | 90 (5,60%)   | 0          |
| ERC      | 63 (3,92%)   | 0          |

## Símbolos

### Escudo
El escudo de Balenyá se define por el siguiente blasón: «Escudo en forma de losange con ángulos rectos partido: primero de gules, una banda de oro cargada de una cabeza de águila de sable; segundo losanjado de oro y de gules. Por timbre una corona mural de pueblo.»
Fue aprobado el 12 de mayo del 1983. La primera partición con la cabeza de águila son las armas de los Baleñá, señores de la "domus" de Balenyá, una casa fortificada que estaba bajo la jurisdicción de los Centellas, representados en la segunda partición por sus armas, el losanjado de oro y de gules.

### Bandera
La bandera es «apaisada de proporciones dos de alto por tres de largo, amarilla, con la cabeza negra del águila del escudo, de altura 2/7 de la del paño, al centro del primer tercio vertical, y con tres rengleras horizontales, cada una de seis losanges rojos yuxtapuestos, que tocan los bordes superior, inferior y de vuelo en los otros dos tercios del paño». Fue publicado en el DOGC el 23 de septiembre de 1999.

## Comunicaciones
El término municipal está atravesado por la autovía C-17 de Barcelona a Vich y la línea de tren Barcelona - Puigcerdá/Latour-de-Carol.